# Claire Collins
Claire Collins (* 29. November 1996 in Greenbrae, Kalifornien) ist eine Ruderin aus den Vereinigten Staaten. Sie war Weltmeisterschaftsdritte 2022.

## Karriere
Claire Colins war bereits in jungen Jahren sehr erfolgreich. 2012 belegte sie bei den Junioren-Weltmeisterschaften in Plowdiw den zweiten Platz mit dem Achter. Nach einem fünften Platz mit dem Achter 2013 in Trakai gewann sie 2014 in Hamburg die Silbermedaille mit dem Vierer ohne Steuerfrau. Bei den U23-Weltmeisterschaften 2017 in Plowdiw erhielt sie die Silbermedaille mit dem Achter, 2018 in Posen erruderte der Achter aus den Vereinigten Staaten die Bronzemedaille.
Drei Jahre später bei den Olympischen Spielen in Tokio verpasste der amerikanische Vierer ohne Steuerfrau das A-Finale. Madeleine Wanamaker, Claire Collins, Kendall Chase und Grace Luczak belegten als Siegerinnen des B-Finales den siebten Platz. 2022 trat Collins bei den Weltmeisterschaften in Račice u Štětí in zwei Bootsklassen an. Zusammen mit Madeleine Wanamaker gewann sie die Bronzemedaille im Zweier ohne Steuerfrau hinter den Neuseeländerinnen und den Niederländerinnen. Beide ruderten auch im Achter, der den vierten Platz belegte. Ein Jahr später wurden Collins und Wanamaker zusammen mit Kelsey Reelick und Molly Bruggeman im Vierer ohne Steuerfrau Vierte bei den Weltmeisterschaften 2023 in Belgrad. 2024 wechselten Bruggeman, Wanamaker und Collins in den US-Achter. Bei den Olympischen Spielen 2024 erreichte der Achter aus den Vereinigten Staaten die Ziellinie als fünftes Boot.
Claire Collins ist in Kalifornien geboren, wuchs aber in Virginia auf. Während ihrer High-School-Zeit an der Deerfield Academy in Massachusetts ruderte sie in deren Team. Von 2016 bis 2019 gehörte sie zum Achter der Princeton University. 2019 schloss sie ihr Wirtschaftsstudium in Princeton ab.